# Linaria dalmatica
Linaria dalmatica är en grobladsväxtart som först beskrevs av Carl von Linné, och fick sitt nu gällande namn av P. Mill.. Linaria dalmatica ingår i släktet sporrar, och familjen grobladsväxter.

## Underarter
Arten delas in i följande underarter:
- L. d. dalmatica
- L. d. macedonica
- L. d. thessala

## Bildgalleri

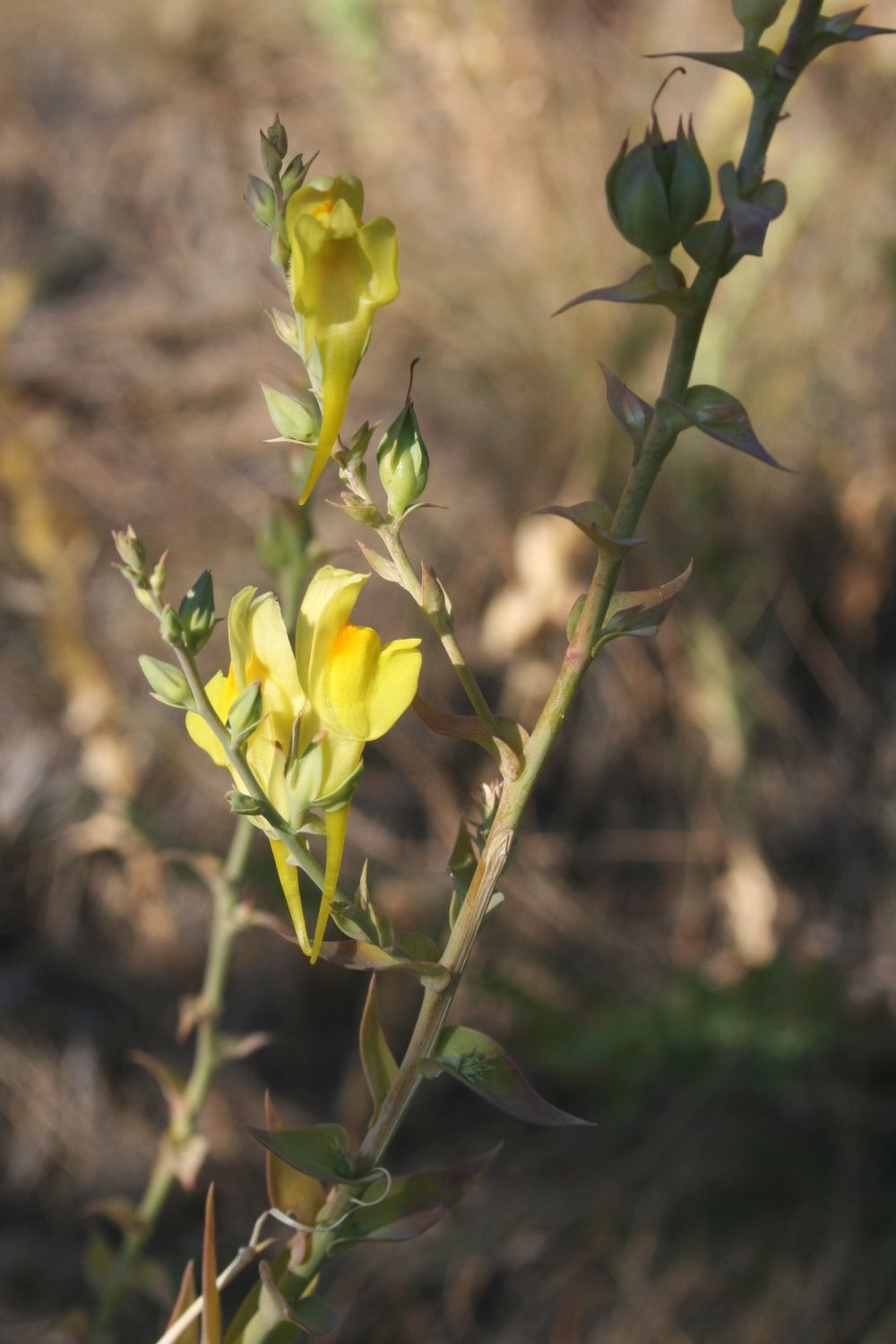
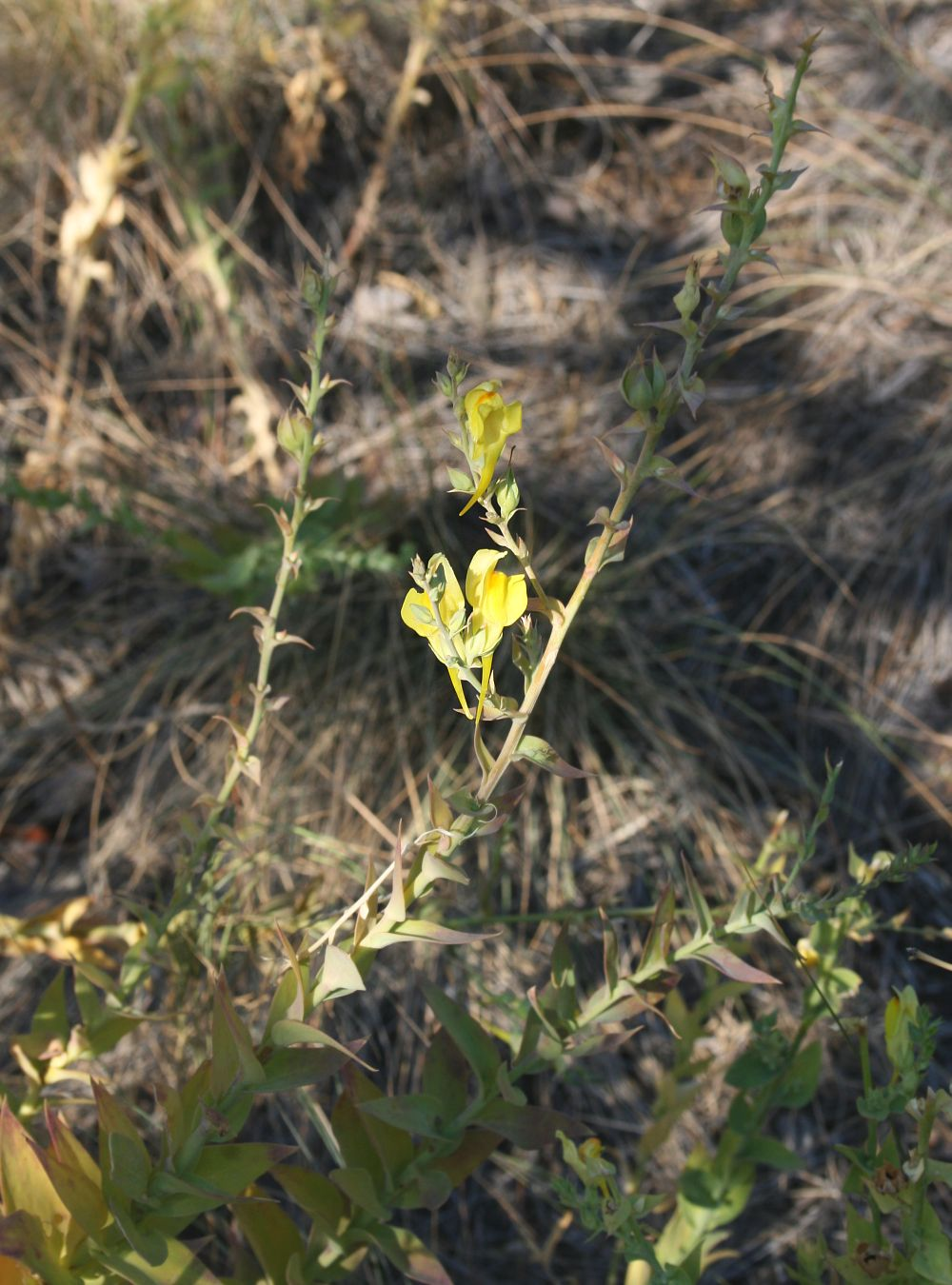
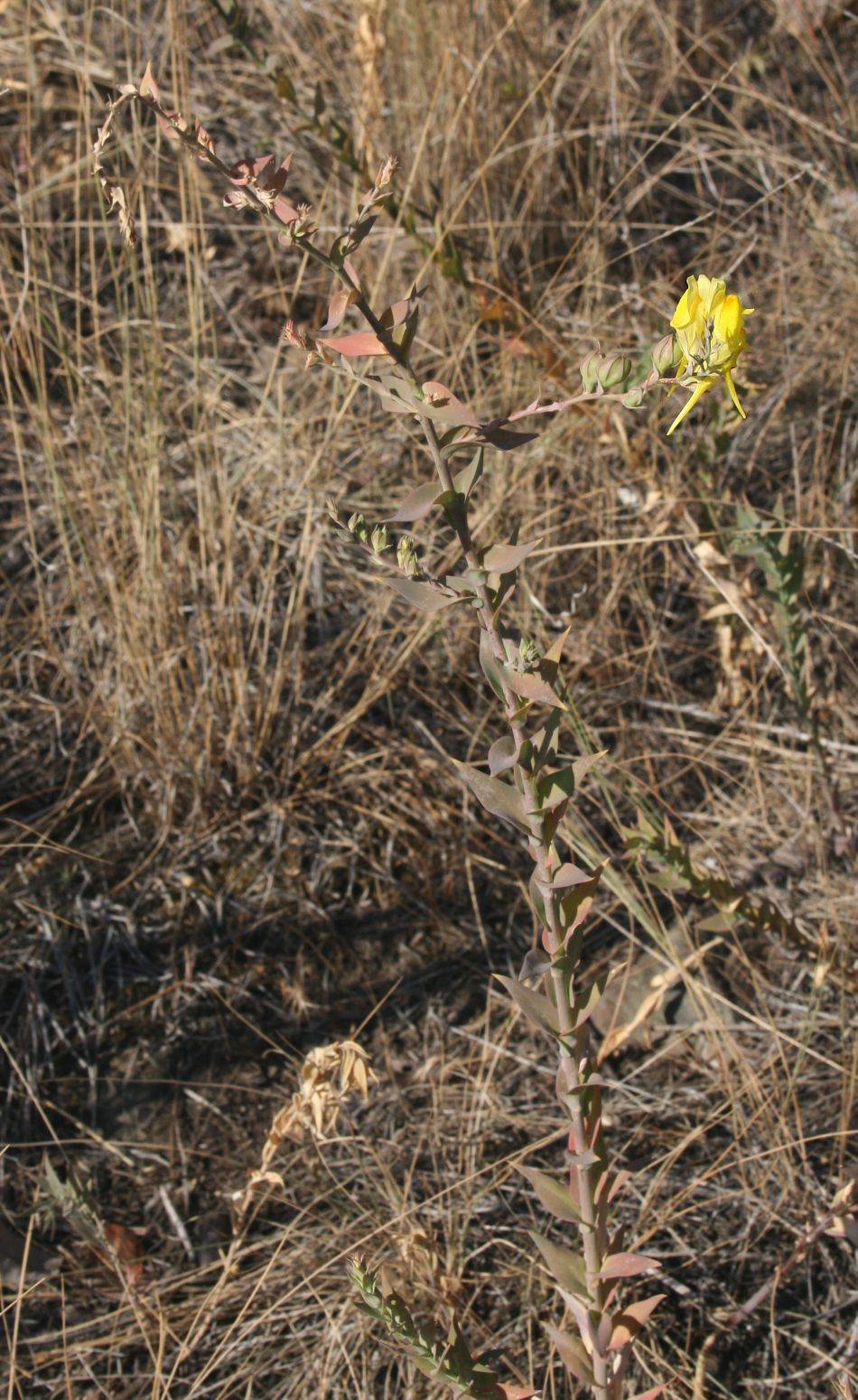
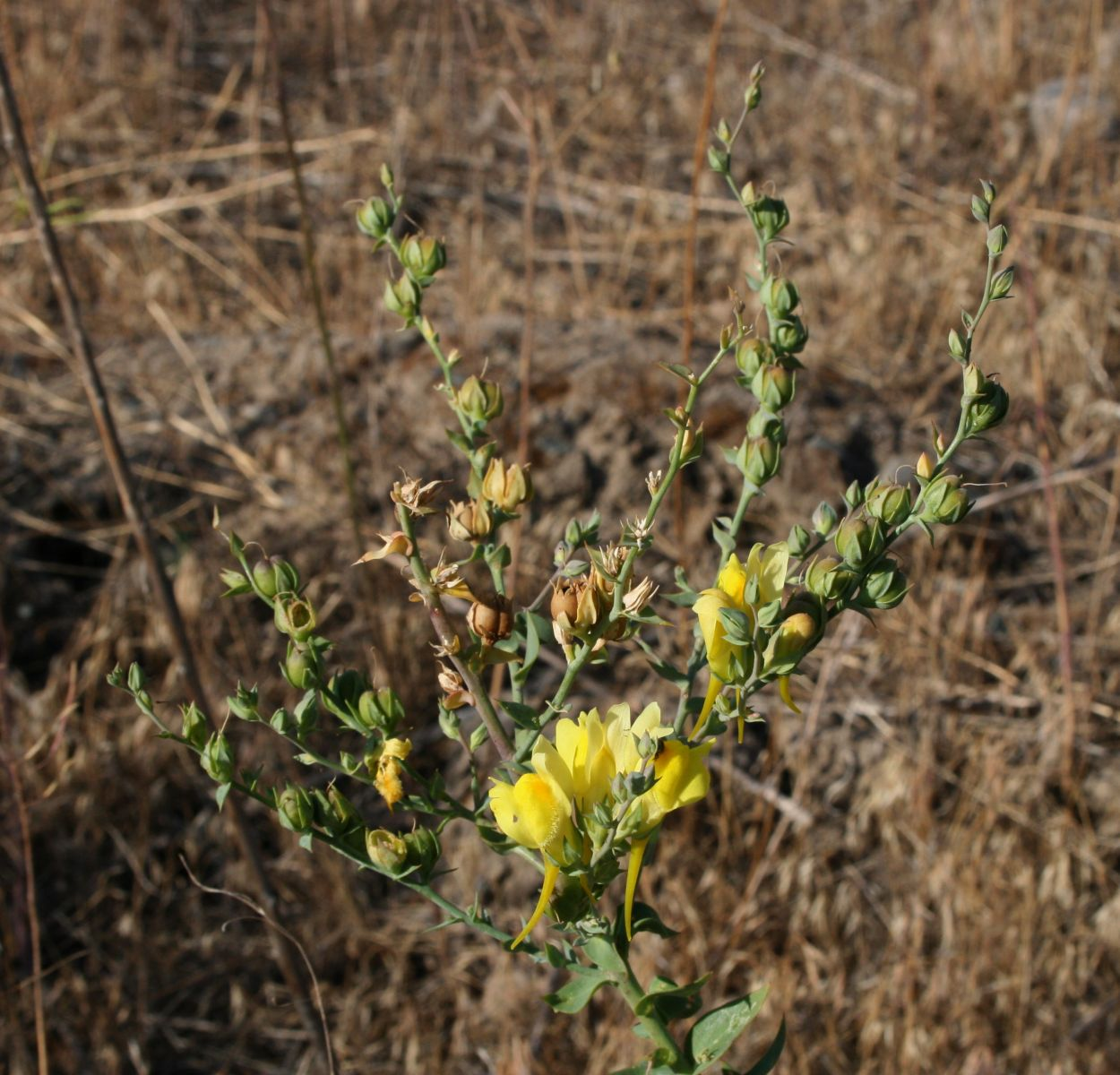
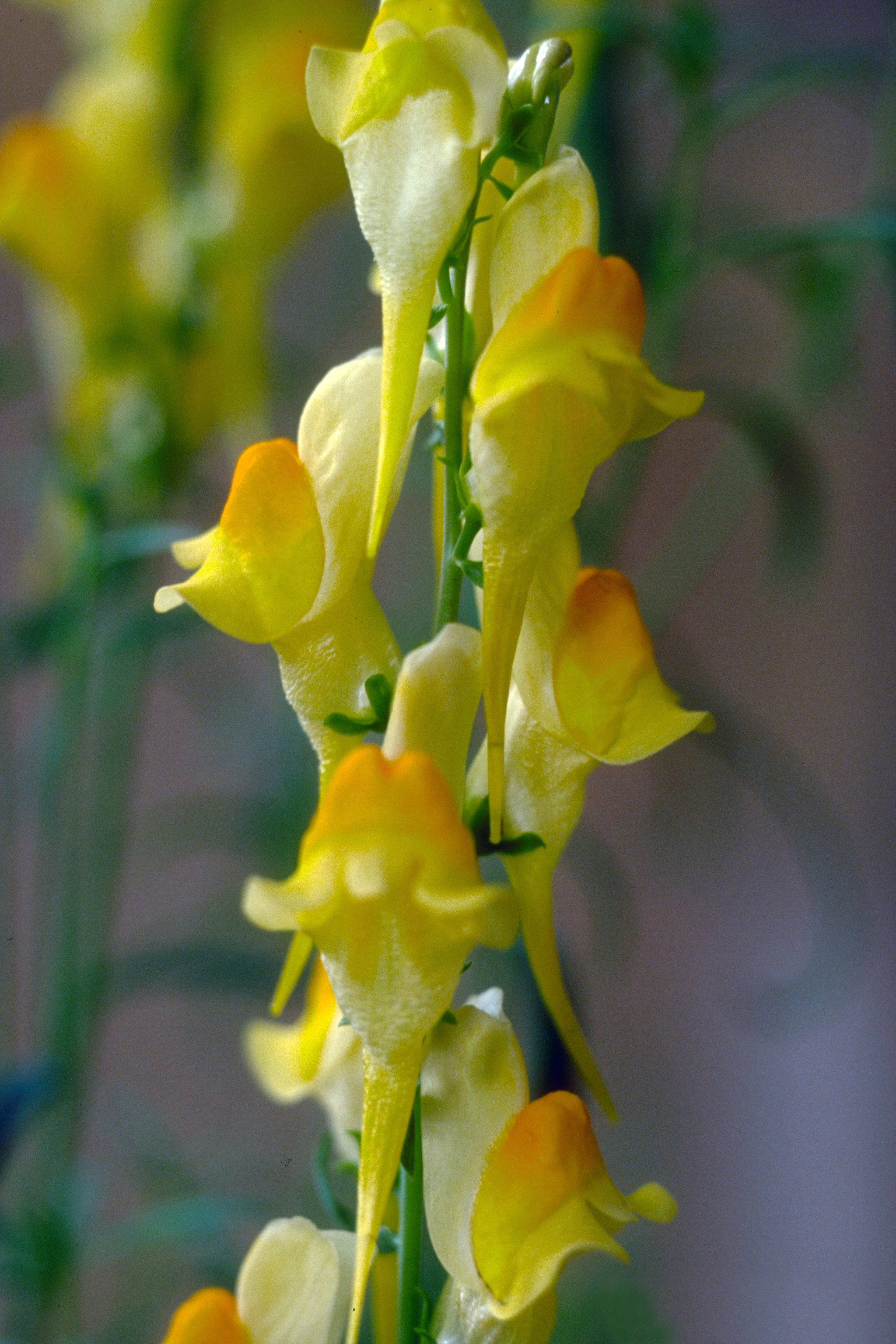
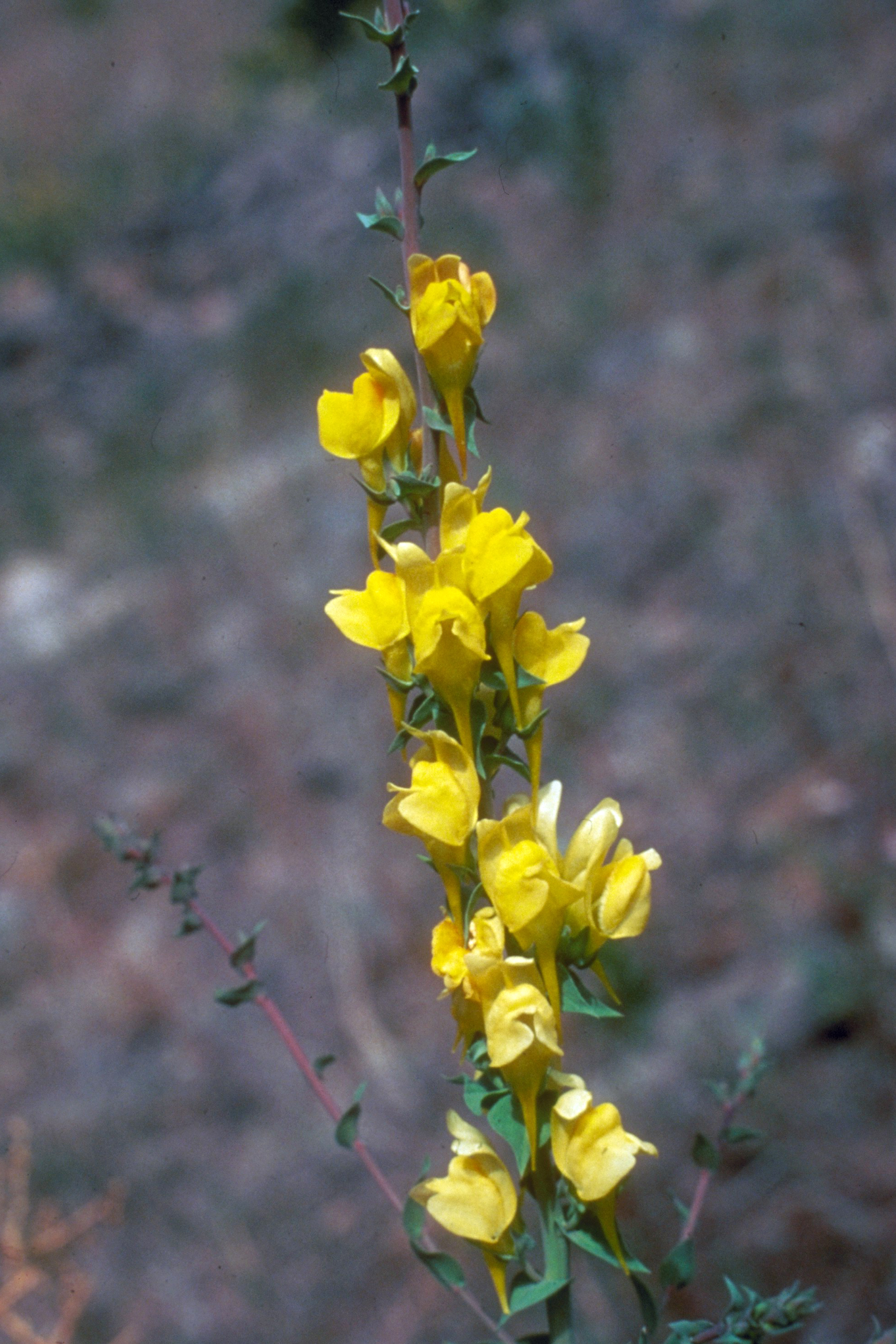